# Paweł Gil

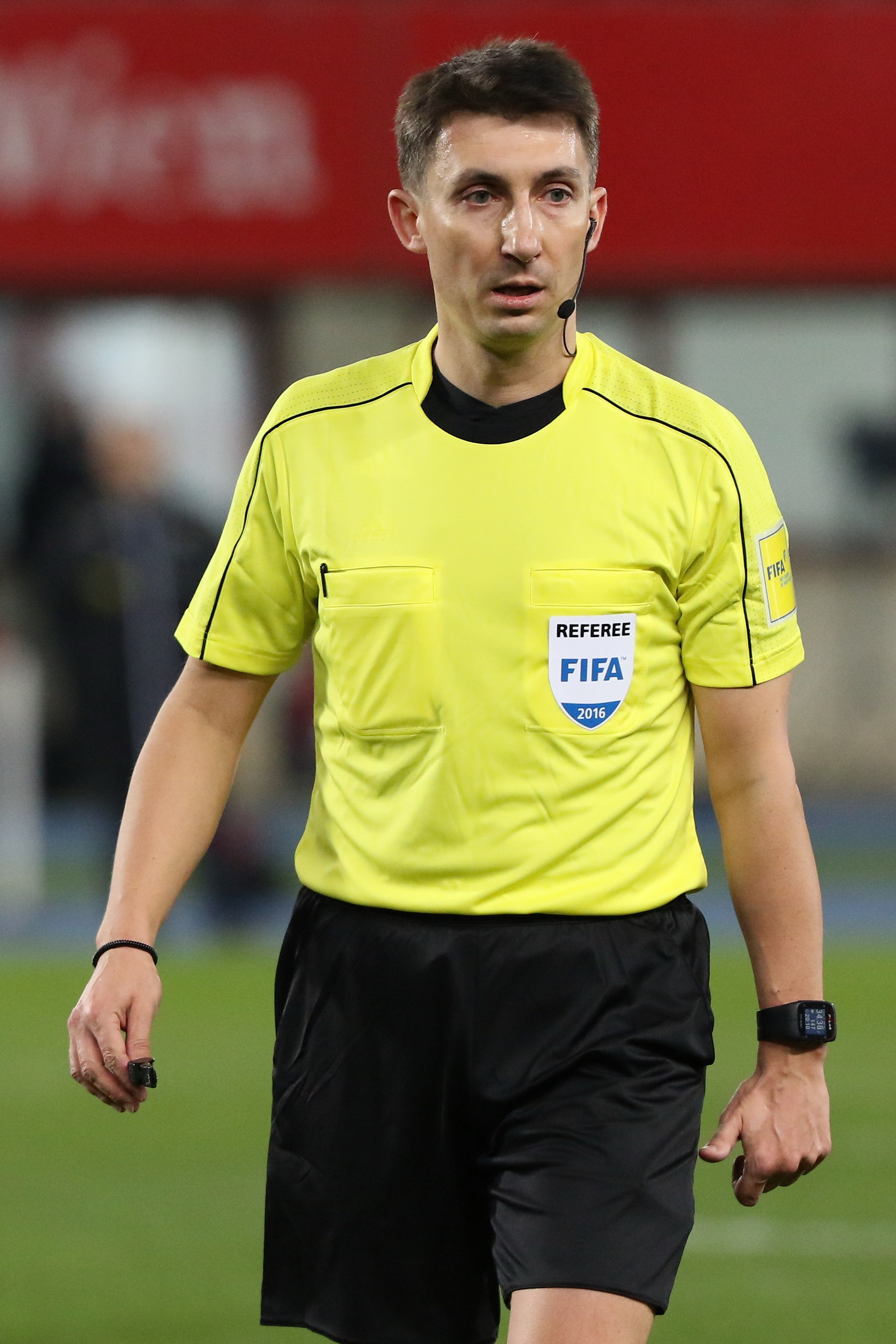
Paweł Gil (2016)

Paweł Gil (* 28. Juni 1976) ist ein polnischer Fußballschiedsrichter.
Paweł Gil gab sein Debüt in der polnischen Ekstraklasa am 30. Juli 2005. Seit 2009 ist er FIFA-Schiedsrichter und leitet damit internationale Partien. Seit der Saison 2011/12 leitet er Spiele der Europa League, in der Saison 2012/13 zudem zwei Spiele in der Champions League. 
Gil war unter anderem bei der U-21-Europameisterschaft 2013 in Israel, der FIFA-Klub-Weltmeisterschaft 2018 in den Vereinigten Arabischen Emiraten und der Nations League 2018/19 im Einsatz.
2018 wurde Gil von der FIFA als einer von 13 Video-Assistenten für die Weltmeisterschaft 2018 in Russland nominiert. Er kam in 16 Partien zum Einsatz. Ein Jahr später fungierte er auch bei der Frauen-Weltmeisterschaft 2019 in Frankreich als Video-Assistent.